# Bahnhof Villach Warmbad
Der Bahnhof Villach Warmbad ist eine Betriebsstelle an der Bahnstrecke Villach–Rosenbach in der Stadtgemeinde Villach im Stadtteil Warmbad-Judendorf in Kärnten, Österreich.

## Geschichte

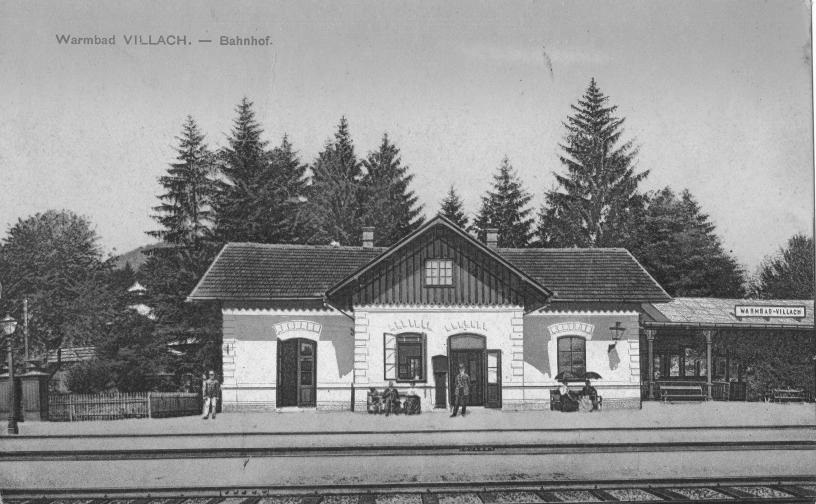
Aufnahmsgebäude 1913

Der Bahnhof wurde am 25. November 1873 mit dem Abschnitt Villach–Tarvis der Rudolfsbahn eröffnet.

## Aufbau
Die Haltestelle steht unmittelbar gegenüber der KärntenTherme. Bahnsteig 2/3 ist über eine Unterführung erreichbar.
Das Aufnahmsgebäude aus der zweiten Hälfte des 19. Jahrhunderts ist ein Typenbau nach Regeltyp D der Rudolfsbahn. Der Hauptbau hat einen kreuzförmigen Grundriss und ist 16,76 Meter lang und 6,64 Meter breit. Nördlich schließt ein schmälerer Anbau mit Fachwerkauflagen an, in dem sich eine halboffene Wartehalle befindet. Das Aufnahmsgebäude steht unter Denkmalschutz (Listeneintrag).

## Verkehr
| Linien         | Linienverlauf | Taktfrequenz                         |
| -------------- | --- | ------------------------------------ |
| S-Bahn Kärnten | Rosenbach – Ledenitzen – Faak am See – Finkenstein – Gödersdorf – Villach Warmbad – Villach Westbahnhof – Villach Hbf – Villach St. Ruprecht – Annenheim – Sattendorf – St. Urban am Ossiacher See – Ossiach-Bodensdorf – Steindorf am Ossiacher See – Tiffen – Feldkirchen in Kärnten (– St. Martin-Sittich – Mautbrücken – Glanegg – Tauchendorf-Haidensee – Liebenfels – St. Veit an der Glan Westbahnhof – St. Veit an der Glan) | Stundentakt                          |
| S-Bahn Kärnten | Villach Hbf – Villach Westbahnhof – Villach Warmbad – Fürnitz – Neuhaus an der Gail – Pöckau – Arnoldstein – Nötsch – Emmersdorf im Gailtal – St. Stefan-Vorderberg – Görtschach-Förolach – Presseggersee – Vellach-Khünburg – Hermagor | Stundentakt                          |
| S41            | Villach Hbf – Villach Westbahnhof – Villach Warmbad – Fürnitz – Neuhaus an der Gail – Pöckau – Arnoldstein – Tarvisio Boscoverde | einzelne Züge (in den Sommermonaten) |
| R              | Villach Hbf – Villach Westbahnhof – Villach Warmbad – Fürnitz – Neuhaus an der Gail – Pöckau – Arnoldstein | einzelne Züge                        |

Seit dem Fahrplanwechsel 2016/17 verkehrt der Regionalzug nach Kötschach-Mauthen nicht mehr. Stattdessen wurde die S-Bahn-Linie 4 nach Hermagor eingerichtet.